# Siegmar Wätzlich
Siegmar Wätzlich (Rammenau, 1947. november 16. – 2019. április 18.) olimpiai bronzérmes német labdarúgó.
Az NDK válogatott tagjaként részt vett az 1972. évi nyári olimpiai játékokon és az 1974-es világbajnokságon.

## Sikerei, díjai
Dynamo Dresden
- Keletnémet bajnok (3): 1970–71, 1972–73, 1975–76
- Keletnémet kupa (1): 1970–71

NDK
- Olimpiai bronzérmes (1): 1972